# マイ・ファースト・カミングアウト
『マイ・ファースト・カミングアウト』（  氷：Hrein og bein、 英： Straight Out ）は、2003年に製作されたアイスランドのドキュメンタリー映画。
日本では、2005年、第14回東京国際レズビアン&ゲイ映画祭(7月16日) や、レインボーマーチ札幌のプレ企画パレード映画祭2005～RAINBOWFILMFESTIVAL～(9月17日)にて上映された。
また、2006年、第1回青森インターナショナルLGBTフィルムフェスティバル(7月29日) にて上映された。

## キャスト
- アルフレッド・ハウクソン

## 受賞
- サンフランシスコ国際レズビアン&ゲイ映画祭 - 優秀ドキュメンタリー賞
- ジョージタウン・インディペンデント映画祭 - 最優秀ドキュメンタリー賞